# Peršaja Liha 2002
La Peršaja Liha 2002 è stata la 12ª edizione della seconda serie del campionato bielorusso di calcio. La stagione è iniziata il 20 aprile 2002 ed è terminata il 27 ottobre successivo.

## Stagione

### Novità
Al termine della passata stagione, sono salite in massima serie Tarpeda Žodzina e Zorka-VA-BDU Minsk. È retrocesso in Druhaja liha il Rahačoŭ-DJuSŠ-1.
Dalla Vyšėjšaja Liha 2001 sono retrocesse Naftan e Vedryč-97 Rėčyca. Dalla Druhaja liha sono salite Ljakamatyŭ Minsk e Smarhon'.
L'Orša è ripartito dalle serie amatoriali ed a seguito di ciò è stato ripescato il Rahačoŭ-DJuSŠ-1.
Le seguenti squadre hanno cambiato denominazione:
- Il Keramik Bjaroza è diventato Bjaroza
- Il Rahačoŭ-DJuSŠ-1 è diventato Dnjapro-DJuSŠ-1
- Lo Svislač è diventato Asipovičy

### Formula
Le sedici squadre si affrontano due volte, per un totale di trenta giornate.
Le prime tre classificate, vengono promosse in Vyšėjšaja Liha 2003. L'ultima, invece, retrocede in Druhaja liha.

## Classifica finale
|  | Pos. | Squadra                 | Pt | G  | V  | N | P  | GF | GS  | DR  |
|  | ---- | ----------------------- | -- | -- | -- | - | -- | -- | --- | --- |
|  | 1.   | Daryda Minski raën      | 74 | 30 | 23 | 5 | 2  | 89 | 23  | +66 |
|  | 2.   | Naftan                  | 68 | 30 | 21 | 5 | 4  | 56 | 23  | +33 |
|  | 3.   | Ljakamatyŭ Minsk        | 66 | 30 | 20 | 6 | 4  | 59 | 16  | +43 |
|  | 4.   | Vedryč-97 Rėčyca        | 61 | 30 | 19 | 4 | 7  | 55 | 25  | +30 |
|  | 5.   | Hranit Mikašėvičy       | 57 | 30 | 16 | 9 | 5  | 37 | 22  | +15 |
|  | 6.   | Lida                    | 46 | 30 | 14 | 4 | 12 | 39 | 39  | 0   |
|  | 7.   | ZLiN Homel'             | 46 | 30 | 14 | 4 | 12 | 42 | 34  | +8  |
|  | 8.   | Kamunal'nik Slonim      | 35 | 30 | 9  | 8 | 13 | 27 | 41  | -14 |
|  | 9.   | Dinamo-Juni Minsk       | 34 | 30 | 11 | 1 | 18 | 40 | 47  | -7  |
|  | 10.  | Tarpeda-Kadzina Mahilëŭ | 34 | 30 | 9  | 7 | 14 | 41 | 44  | -3  |
|  | 11.  | Nëman Masty             | 34 | 30 | 9  | 7 | 14 | 36 | 47  | -11 |
|  | 12.  | Dnjapro-DJuSŠ-1         | 31 | 30 | 8  | 7 | 15 | 35 | 49  | -14 |
|  | 13.  | Chimik Svetlahorsk      | 30 | 30 | 8  | 6 | 16 | 27 | 46  | -19 |
|  | 14.  | Smarhon'                | 29 | 30 | 8  | 5 | 17 | 21 | 36  | -15 |
|  | 15.  | Bjaroza                 | 23 | 30 | 6  | 5 | 19 | 36 | 65  | -29 |
|  | 16.  | Asipovičy               | 9  | 30 | 2  | 3 | 25 | 17 | 100 | -83 |

Legenda:
      Promossa in Vyšėjšaja Liha 2003.
      Retrocessa nelle Druhaja Liha 2003
Note:
Tre punti a vittoria, uno a pareggio, zero a sconfitta.